# アーネスト・シャクルトン

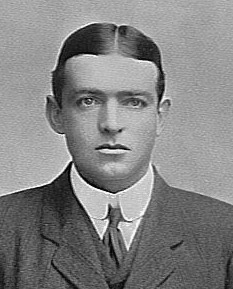
若い頃のシャクルトン(circa 1910)

サー・アーネスト・ヘンリー・シャクルトン  (Sir Ernest Henry Shackleton [ˈʃækəltən], CVO OBE FRGS、1874年2月15日 - 1922年1月5日）は、三度、イギリスの南極探検隊を率いた極地探検家で、南極探検の英雄時代の主役の一人である。

## 概要
アイルランドのキルデア県で生まれ、10歳のときアングロ・アイリッシュの家族とともにサウス・ロンドンの郊外であるシドナムへ移り住んだ。彼の最初の極地体験は、1901-04年のロバート・スコット率いるディスカバリー遠征への3等航海士としての参加であり、彼とスコット、エドワード・エイドリアン・ウィルソンが南緯82度の最南端到達新記録を樹立した後、健康上の理由で早期帰国した。
1907-09年のニムロド遠征では、彼と3人の隊員は探検史上最も極点へ接近し、最南端到達の新記録である南緯88度、南極点までわずか97地理マイル（112法定マイル、180km）の地点に到達。また、他の隊員が南極で最も活発な火山であるエレバス山への登山を行った。これらの功績により、帰国後、エドワード7世からナイトに叙せられた。
1911年12月、ロアール・アムンセンの成功により南極点へのレースが終了すると、シャクルトンは南極点経由の南極大陸横断に関心を向けた。この準備を進め、1914-17年の帝国南極横断探検隊として実現する。この遠征は、エンデュアランス号が流氷に閉じ込められ、隊が上陸する前に船が破壊されるという災難に襲われた。隊員は海氷上にキャンプを張り、そして救命ボートでエレファント島へたどり着き、最後はシャクルトンの最も有名な偉業である、サウスジョージア島までの嵐の海720海里の航海を行い脱出を果たした。1921年にはシャクルトン＝ローウェット遠征を率いてまた南極へ向かうが、サウスジョージア島に寄港中、心臓発作で死去。遺体は彼の妻の希望により同島に埋葬された。
探検以外でのシャクルトンの人生は概して落ち着きがなく、かつ満たされないものであった。一攫千金を追い求めて投機的な事業を立ち上げては失敗し、多額の負債を抱えて死んだ。死んだときにはマスコミに大きく称賛されたが、その後ライバルのスコットが何十年も名声を保ったのに対し、シャクルトンは世間から忘れ去られた。20世紀後半にシャクルトンは「再発見」され、たちまち、文化史家のステファニー・バーチェフスキー（Stephanie Barczewski）が「信じられない（incredible）」と表現したサバイバルストーリーを題材に、極限状態の中でチームを維持するリーダーのロールモデルとなった。

## 生涯

### 生い立ち

#### 誕生

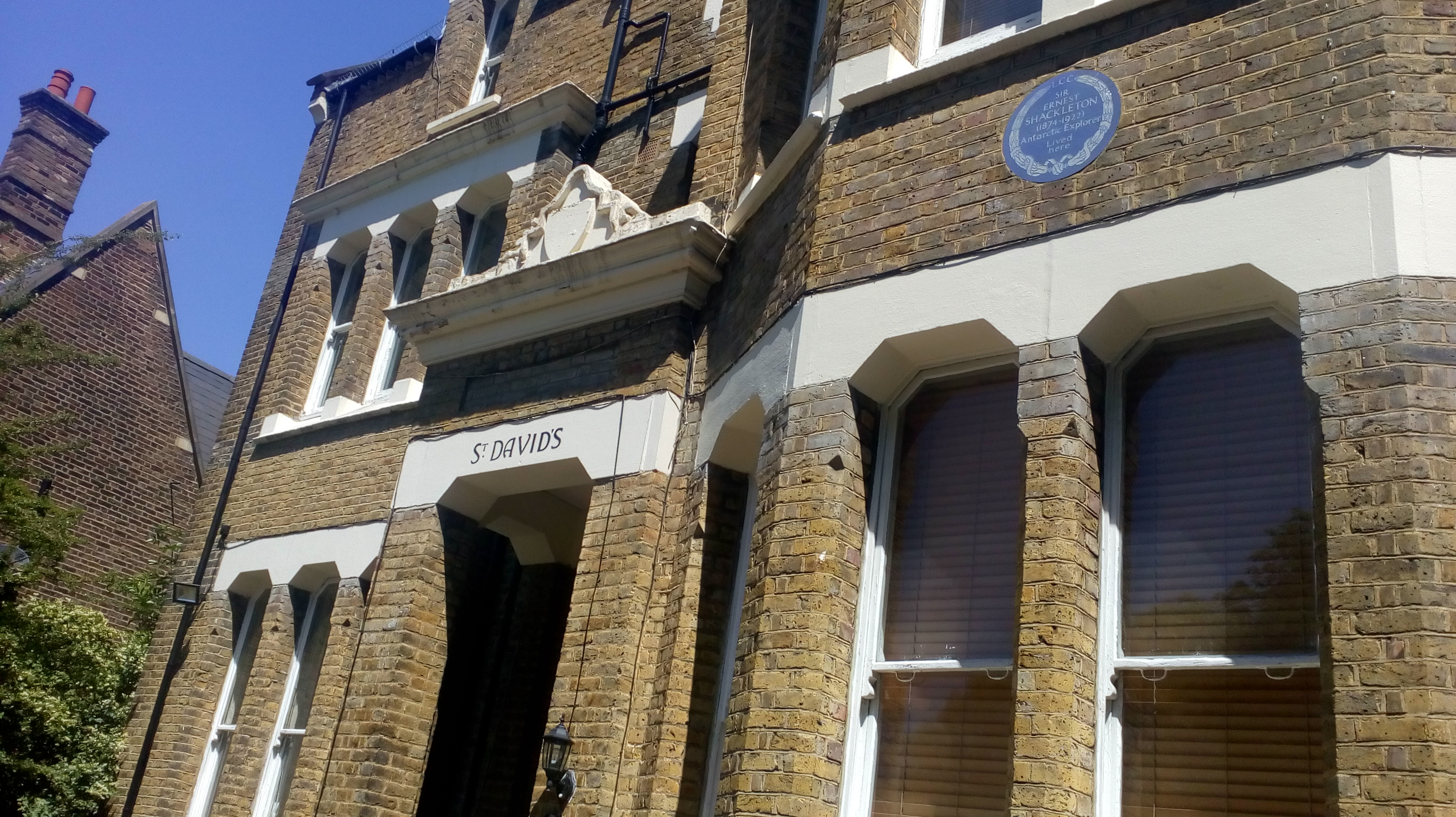
青い看板がある家が、ロンドン、ルイシャム区シドナムのウエストウッド・ヒル12番地にあったアーネスト・シャクルトンの家。

アーネスト・シャクルトンは、1874年2月15日に、アイルランドのキルデア県キルケアで誕生した。父親のヘンリー・シャクルトン（Henry Shackleton）は軍人を目指したが健康問題で断念し、キルケアで農業を始めた。シャクルトン家はイングランドのヨークシャーに先祖を持ち、クエーカーのアブラハム・シャクルトン（Abraham Shackleton）が1726年にアイルランドへ移住しキルデア県バリトアに学校を開いている。母親のヘンリエッタ・レティシア・ソフィア・ギャバン（Henrietta Letitia Sophia Gavan）はフィッツモーリス（Fitzmaurice）家の子孫である。アーネストは子供10人の2番目で、息子2人のうちの兄である。弟のフランクは、1907年にアイリッシュ・クラウン・ジュエルを盗んだ嫌疑で悪名高くなるが、後に潔白が証明されている。
1880年、アーネストが6歳のとき、父ヘンリーは地主としての生活に見切りをつけ、ダブリン大学トリニティ・カレッジ で医学を学ぶため家族とダブリンへ引越した。さらに4年後、一家はアイルランドからロンドン郊外のシドナムへ移り住んだ。これは、一つには、新しく資格を得た医師がより専門的な職を求めたといえるが、別の要因として、1882年に起こったアイルランド担当大臣フレデリック・キャヴェンディッシュ卿のアイルランド民族主義者による暗殺を受けて、アングロ・アイリッシュ人の血筋であることに不安になった可能性もある。しかしシャクルトンは生涯アイルランド出身に誇りを持ち、常々「私はアイルランド人だ」と言っていた。

#### 教育
シャクルトンは小さな子供の頃から貪欲な読書家で、冒険に対する情熱に火を付けるものを追い求めていた。11歳までガヴァネスの教育を受け、その後、サウスイーストロンドン、ダリッジのウエストヒルにあるファーロッジ私立学校（Fir Lodge Preparatory School）に通った。13歳のときダリッジ・カレッジに入学。シャクルトンは学者として有名になる気はなく、学問に「退屈」していたと言われている。後に彼はこう語っている、「私は学校で地理学を全く勉強しなかった・・・偉大な詩人や散文作家の作品を分解して文法解釈し分析するという文学もだ・・・教師たちはいつもそれを課題にすることで、（生徒たちの）詩の趣味を損なわせることのないよう慎重になるべきだ」。それでも、彼の最後の学期の成績はクラス31人中5番目であった。

#### 商船航海士時代

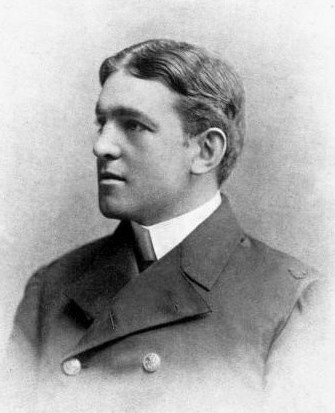
1901年、27歳のシャクルトン

シャクルトンの落ち着きのない学校生活は、16歳のとき退学し船員になることを許されて終わった。その選択肢は、シャクルトン家に余裕は無かったが、「HMS ブリタニア」の海軍士官候補生になる、または商船員訓練船の「ウォースター（Worcester）」か「コンウェイ（Conway）」に乗る、もしくは帆船の「水夫（"before the mast"）」見習いになることで、3番目の選択肢が選ばれた。父親がノース・ウエスタン・シッピング・カンパニー（North Western Shipping Company）への就職を見つけてきて、シャクルトンはスクエア・リグの帆船「ホートン・タワー（Hoghton Tower）」の船員となった。
続く4年間の船員生活で、シャクルトンは地球の隅々を訪れ、多くの階級の人々と人脈と作り、あらゆる種類の人間についてよく学びながら、手に職を付けた。1894年8月、2級航海士の試験に合格し、ウエルシュ・シャイア・ライン（Welsh Shire Line）の不定期貨物船で三等航海士となる。2年後、1級航海士の資格を獲得、1898年には世界中どこでもイギリス船を指揮できるマスター・マリナーとして認証された。
1898年、シャクルトンは、サウサンプトン・ケープタウン間で郵便および旅客輸送の定期便を運航するユニオン＝キャッスル・ラインに入社した。彼は「普通の若い航海士とはかけ離れていて」、必ずしも打ち解けていないとは言わないが会社に満足し、「キーツやブロウニングの詩を朗読し」、感受性と攻撃性が入り混じっているが思いやりもあった、と同僚が書き残している。1899年に第二次ボーア戦争が勃発すると、シャクルトンは兵員輸送船「ティンタジェル・キャッスル（Tintagel Castle）」へ転属となり、同船で1900年3月に、ロンドンで組織中のディスカバリー遠征のメインスポンサーであるルーエリン・W・ロングスタッフの息子、セドリック・ロングスタッフ（Cedric Longstaff）陸軍中尉と知り合った。シャクルトンは遠征隊へ参加するため、息子との知己を活かしてロングスタッフの面接を受けた。ロングスタッフはシャクルトンの熱心さに感動して、シャクルトンが合格することを望んでいることが明らかである遠征隊の責任者、クレメンツ・マーカムへ推薦した。1901年2月17日、シャクルトンは遠征隊の船「ディスカバリー号」の3等航海士へ登用され、7月4日、海軍予備員の海軍中尉に任官した。公式にはユニオン＝キャッスル社から休暇を貰った形であったが、実際にはシャクルトンの商船員生活はここで終わりを告げた。

### 1901-03年、「ディスカバリー遠征」

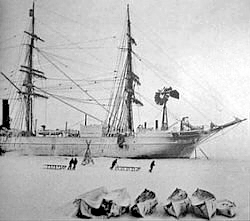
南極海上の探検船「ディスカバリー号」

「ディスカバリー号」にちなみディスカバリー遠征として知られる国立南極遠征（National Antarctic Expedition）は、王立地理学会会長のサー・クレメンツ・マーカムが発案し、準備に長年かけていたものである。遠征隊はイギリス海軍の水雷大尉で最近中佐へ昇格したロバート・ファルコン・スコットが隊長となり、科学や地理学上の発見も目的としていた。
ディスカバリー号は海軍の船ではなかったが、スコットは艦隊訓練法（Naval Discipline Act）に基づく制約を受け入れる船員や士官、科学スタッフを求め、船と遠征隊は海軍の方針に従って運営された。シャクルトンは、彼の生い立ちや天性から、それとは違うもっと堅苦しくない統率を好んでいたにもかかわらず、これを受け入れた。シャクルトンの任務は以下の通りであった。「海水分析担当。上級士官室のサービス係。船倉、備品、食糧担当。（中略）そのほか、娯楽を企画する。」
「ディスカバリー号」は1901年7月31日にロンドンを出発し、ケープタウンとニュージーランドを経て、1902年1月8日に南極大陸に到着した。上陸後、シャクルトンは2月4日に観測気球飛行に加わった。また、科学者のエドワード・エイドリアン・ウィルソンとハートレー・フェラーとともに、マクマード湾にある遠征隊の冬営地からロス棚氷への安全なルートを確立する最初のソリ旅行に参加した。1902年の冬には、氷に閉ざされたディスカバリー号で、シャクルトンは遠征隊の雑誌『The South Polar Times』の編集を行った。
スコットのリーダーシップに対し水面下で対抗することを示していたという主張は支持されなかったが、給仕のクラレンス・ハレによると、シャクルトンは「船員の間で最も人気がある士官で、付き合いが良かった」。スコットは南極点の方向へ最南端到達記録の更新を目指すパーティに自分自身とウィルソンのほかにシャクルトンを加えた。スコットにとって最南端記録の更新はとても重要であったが、この踏破行は南極点を目指す真剣な挑戦ではなかった。そしてシャクルトンを加えたことは高い個人的な信頼を表していた。

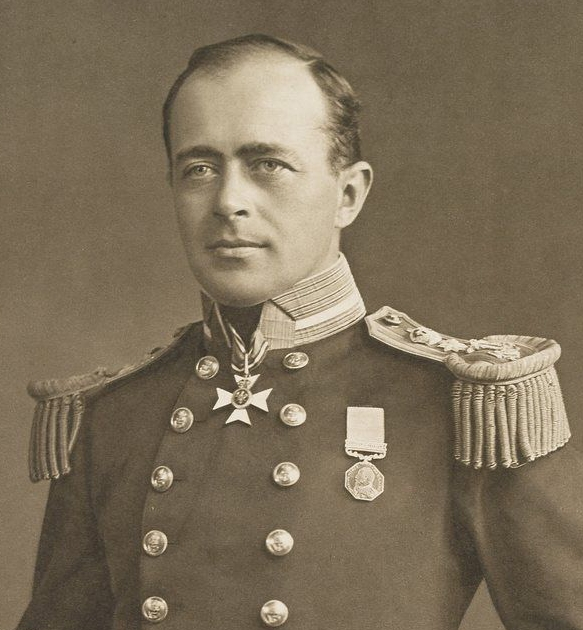
ロバート・スコット

パーティは1902年11月2日に出発した。この踏破行は、後にスコットが記したように、「成功と失敗が組み合わさっていた」。南緯82°17'に到達し、1900年のカルステン・ボルクグレヴィンクによる記録を更新した。しかし餌が傷みすぐに病気になった犬たちのせいで踏破行は台無しになり、22頭いた犬は全て死んだ。また、3人とも、時々雪目や凍傷、そして終いには壊血病に苦しんだ。帰路で、シャクルトンは自身が認めているように「衰弱し」、自分の仕事をこなすことができなくなった。
シャクルトンは後に、スコットが『The Voyage of the Discovery』で彼がソリで運ばれたと書いたことを否定した。しかし実際、かなりの衰弱状態にあった。ウィルソンは1月14日の日記に「シャクルトンは以前から体調が優れていなかったが、今日ひどく悪化した。すぐに息切れし絶えず咳をしている。ここで詳細を書く必要はないが、船から160マイル離れた場所であることを踏まえれば軽微とは言えない深刻な症状もある。」と記している。
1903年2月4日にパーティはなんとか船にたどり着いた。（決定的でない）健康診断の後、スコットはシャクルトンを、1903年1月にマクマード湾に着いていた補給船「モーニング号」に乗せて本国へ帰すことを決めた。スコットは「彼の現在の健康状態を踏まえれば、さらなるリスクを負うべきではない」と記した。なお、スコットがシャクルトンの人気に苛立ち、健康悪化を彼を追い出す理由にしたという推測もされている。
スコット、ウィルソン、シャクルトンの死から数年後、遠征隊の副隊長であったアルバート・アーミテージが、南への行軍の間仲間割れが生じており、スコットが船医に「彼は病気になっていなくても不名誉除隊で本国送りになっていただろう」と語っていたと主張した。だがアーミテージの話に証拠はなく、少なくともスコットが『The Voyage of the Discovery』で南への踏破行について書くまでは、シャクルトンとスコットは友好関係にあった。彼らは表向きはお互いに敬意を表し親身であり続けたが、伝記作家のローランド・ハントフォード（Roland Huntford）によると、シャクルトンのスコットへの態度は「怒りをあらわに軽蔑し嫌う」ようになった。そして傷ついたプライドを癒すために、「南極へ戻り、スコットを上回るための挑戦」が必要となった。

### 1903-07年、「ディスカバリー遠征」と「ニムロド遠征」の間

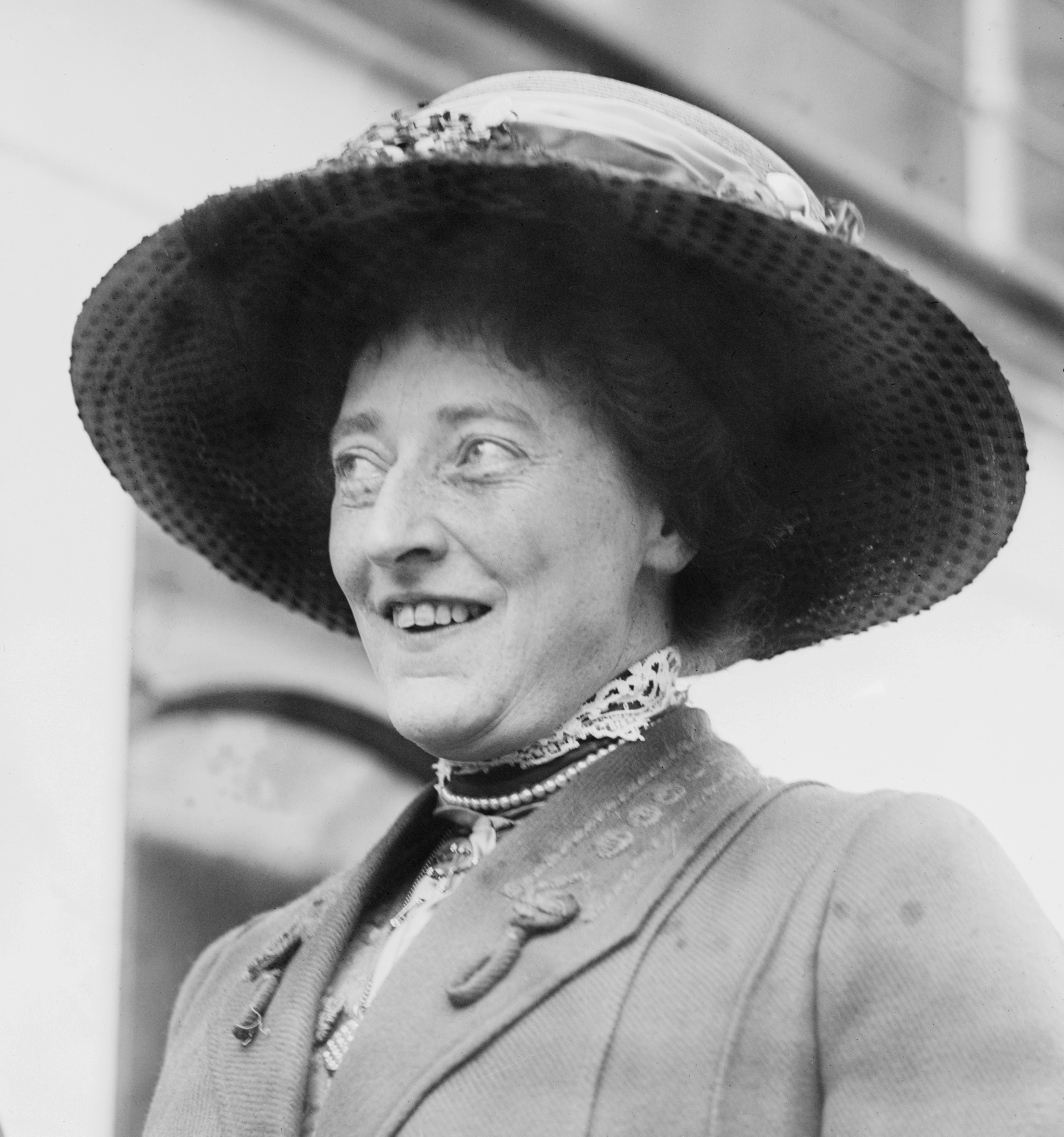
アーネスト・シャクルトンの妻、エミリー（旧姓ドーマン）

シャクルトンは、ニュージーランドで療養した後、サンフランシスコとニューヨークを経てイギリスへ帰った。彼は南極から戻った最初の重要人物として、引っ張りだこになった。特に海軍は「ディスカバリー号」救出計画について彼の助言を望んだ。クレメンツ・マーカム卿の賛同を得て、第二の「ディスカバリー号」救出作戦、「テラノヴァ号」の一隊を支援する臨時ポストに就いたが、一等航海士として同船に乗船する提案は断った。また、船が座礁したオットー・ノルデンショルド指揮のスウェーデン南極探検隊救出に向けて準備中であったアルゼンチンのコルベット「ウルグアイ」を手伝った。シャクルトンは、より安定した職を求めてイギリス海軍に補充者リストという裏口ルートで正規任務に応募したが、王立協会の会長であるマーカムの支援に関わらず、職を得ることはできなかった。代わりにジャーナリストとなり「ローヤル・マガジン」で働いたが、この仕事に不満であった。その後王立スコットランド地理協会の理事に応募し、1904年1月11日にその職に就いた。1904年4月9日に裕福な弁護士の娘、エミリー・ドーマン（Emily Dorman）と結婚し、3人の子供：レイモンド、セシリー、後に政治家となるエドワードを儲けた。
1905年、シャクルトンはロシア軍を極東から本国へ輸送することを目論んだ投機的会社へ出資した。妻エミリーに「契約は間違いない」と保証したにもかかわらず、何も得るものはなかった。また政界にも飛び込み、アイルランド自治法に反対して1906年イギリス総選挙に自由統一党の候補としてダンディー選挙区から出馬したが落選した。その間に、クライド地方の富裕な実業家のウィリアム・ベアードモア（後のインヴァーネアルン卿）の下、顧客になりそうな人物の面接やベアードモアのビジネス上の友人たちを楽しませる仕事をした。しかしシャクルトンは、もうこのときには遠征隊の隊長として南極へ向かう大望を隠そうとはしていなかった。
ベアードモアは資金支援を申し出てシャクルトンを感動させた。しかし他の寄付を集めるのは難しかった。それにもかかわらず、シャクルトンは王立地理学会に南極遠征計画を発表。ニムロド遠征という名の遠征の詳細は王立協会の会報『Geographic Journal』に掲載された。この遠征は、南極点と南磁極、両方の征服を目標としていた。シャクルトンは裕福な友人たちや寄付してくれる知人を精力的に説得した。その中には、ニムロド遠征への参加を求め2,000ポンド（2011年の価値で157,000ポンド）を寄付したサー・フィリップ・リー・ブロックルハースト、作家のキャンベル・マッケラー（Campbell Mackellar）、ニムロド号が出発する2週間以内になって寄付したギネス男爵アイヴァー卿がいた。1907年8月4日には、第4等ロイヤル・ヴィクトリア勲章（MVO、現在のルテナント）を授与された。

### 1907-09年、「ニムロド遠征」

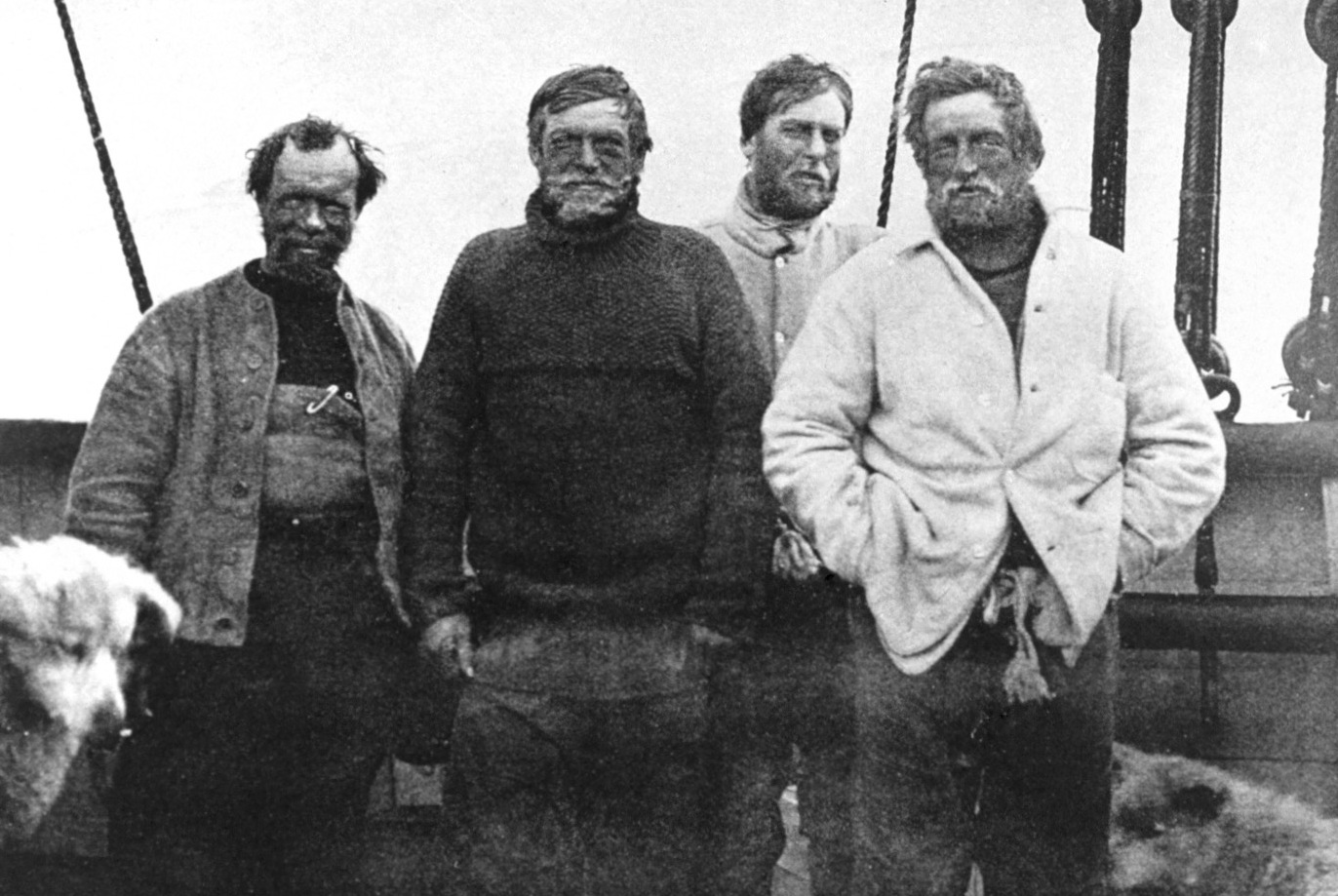
ニムロド遠征の南極点パーティ（左から右へ）ワイルド、シャクルトン、マーシャル、アダムズ。

1908年1月1日、「ニムロド号」はニュージーランドのリッテルトン港から南極へ向けて出航した。 シャクルトンの当初の計画は、マクマード湾にある「ディスカバリー遠征」の元基地を使用し、南極点と南磁極を目指すものであった。しかしイギリス出発前に、マクマード一帯は自分の縄張りであると主張するスコットから、そこに基地を作らないという約束をするよう圧力をかけられていた。シャクルトンはバリア・インレット（1902年にディスカバリー号が立ち寄っていた）かエドワード7世半島で冬営地を探すことに渋々同意した。
石炭を温存するため、シャクルトンがニュージーランド政府とユニオン汽船会社（Union Steamship Company）に費用負担を了解させた後、南極に向けて1,650マイル (2,655 km)を蒸気船「クーニャ号（Koonya）」に曳航させた。スコットとの約束に従ってロス棚氷の東部へ向かい、1908年1月21日に到着した。バリア・インレットは大きな湾を形成するように広がっており、数百頭のクジラがいたことから、すぐにクジラ湾と名付けられた。
そこの氷は崩れそうな状態であり、安全な基地を設営するのは不可能であった。さらにエドワード7世半島で投錨地を探したが同様に無理だと判ったことから、シャクルトンはスコットとの約束を破りマクマード湾へ向かうことを余儀なくされた。この決断は、2等航海士のアーサー・ハーボード（Arthur Harbord）によれば、氷圧の困難さ、石炭の不足、近くには他に既知の基地がないことを踏まえた「常識に従った」ものであった。ニムロド号は1月29日にマクマード湾に到着したが、ハット・ポイントにあるディスカバリー遠征の元基地から北16マイル (26 km)の地点で氷のため進めなくなった。結局、悪天候による遅れの後、シャクルトンはハット・ポイントの北約24マイル (39 km)にあるロイド岬に基地を作った。困難な状況にあったが隊の士気は高かった。シャクルトンのコミュニケーション能力が、隊を楽しく、まとまった状態に保ち続けた。
フランク・ワイルドが名付けた「偉大な南への旅（Great Southern Journey）」は、1908年10月29日に開始された。1909年1月9日、シャクルトンと3名の隊員（ワイルド、エリック・マーシャル、ジェイムソン・アダムズ）が南極点から112マイル (180 km)しか離れていない南緯88°23'に到達し、最南端到達記録を更新した。南極点へ向かう途中でパーティはベアードモア氷河（シャクルトンのスポンサーから名付けた）を発見し、南極点高地を初めて見、踏破した最初の人物となった。彼らのマクマード湾への帰路は、かなりの間、半分の食糧しかなく餓死との競争になった。あるときシャクルトンはその日の割り当ての1枚のビスケットを病気のフランク・ワイルドへ与えた。ワイルドは日記にこう書いた「世界中の金を積んでも、そのビスケットと換えることはできない。そして私はこの自己犠牲を決して忘れない」。彼らは帰りの船に間に合うギリギリのタイミングでハット・ポイントにたどり着いた。
遠征隊のその他の主な業績には、エレバス山への初登頂と、南磁極のほぼ正確な位置を発見しエッジワース・デービッド、ダグラス・モーソン、アリステア・マッケイが1909年1月16日に到達したこともある。シャクルトンはヒーローとしてイギリスへ帰国し、間もなく探検の記録『Heart of the Antarctic』を出版した。エミリー・シャクルトンは後にこう記している「南極点へたどり着かなかったことについて、彼は『生きているロバのほうが死んだライオンより良いじゃないか？』と言ったので『そうよ、私にとってはね』と答えたわ。」。
1910年に、シャクルトンはエジソン蓄音機を使って、遠征について語った3本のレコードを制作した。
1909年に残していったほとんど手つかずのウイスキーとブランデーの箱が、醸造会社の分析のため、2010年に回収された。そして、その銘柄「マッキンレー」の酒質を再現したウイスキーが、売上の一部を酒を発見したニュージーランド南極歴史遺産トラストの活動に役立てるために限定販売された。

### 1909–14年、2つの遠征の合間

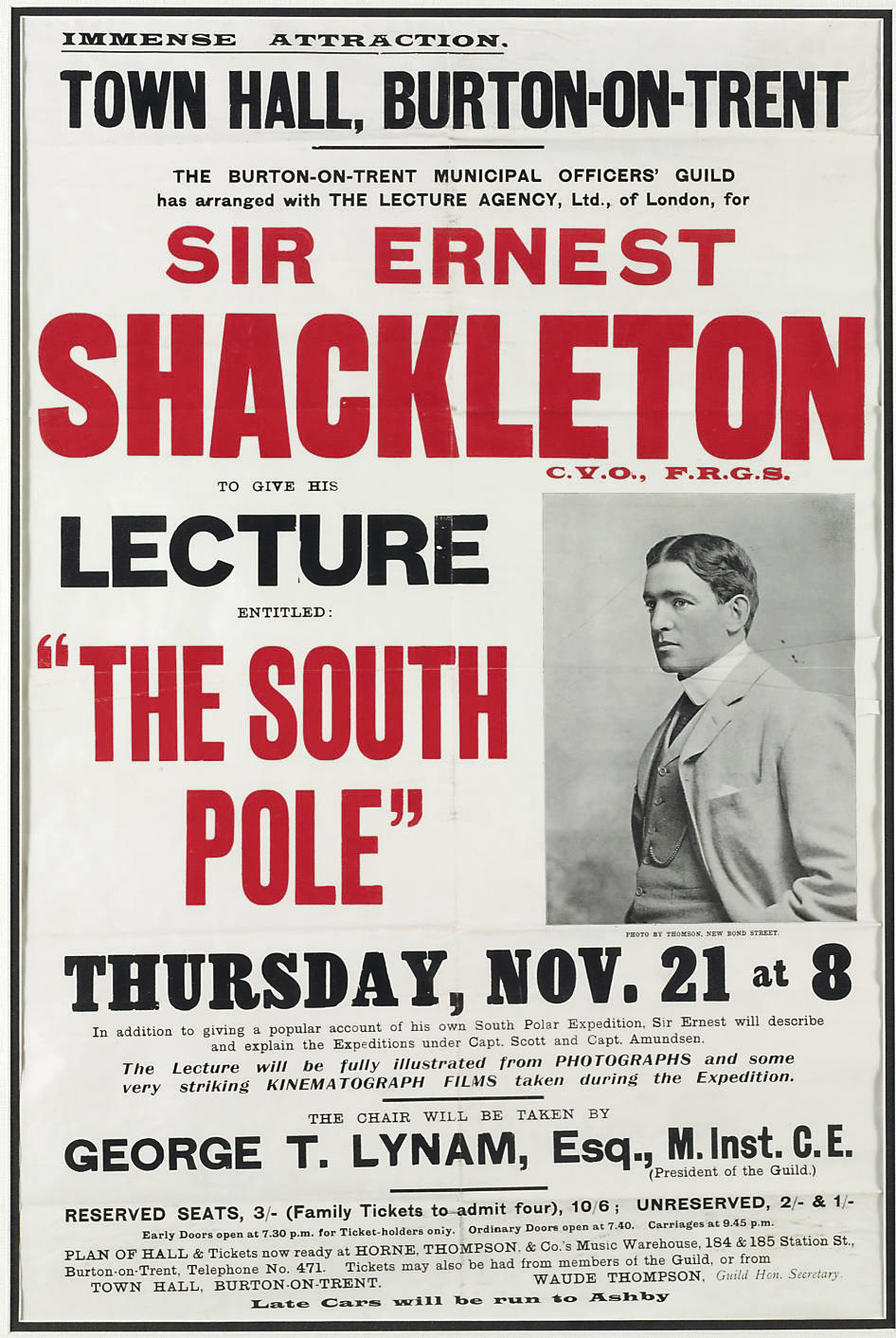
シャクルトンは大々的に講演旅行を行い、自分の極地探検のほかスコットやロアール・アムンセンの話をした。

#### 大衆の英雄

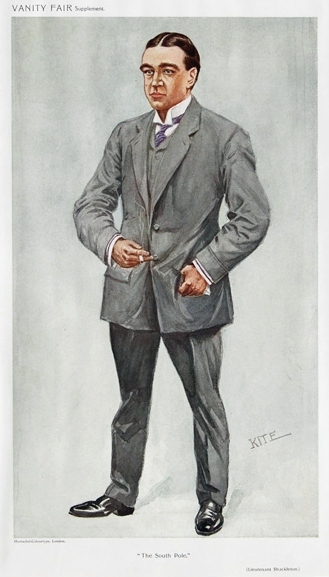
1909年、バニティ・フェアに掲載されたKITE作のシャクルトンの風刺画。

シャクルトンが帰国すると、すぐに公的な表彰が行われた。エドワード7世は7月10日に彼を接見し、ロイヤル・ヴィクトリア勲章コマンダー（CVO）を授与した。そして11月の国王誕生記念叙勲でナイトに叙し、サー・アーネスト・シャクルトンとなった。王立地理協会からも表彰され、ゴールドメダルを授与された。なお、スコットが以前授与されたメダルより小さいものとするという提案は却下された。11月23日にはニムロド遠征で上陸した隊員全員に銀の極地メダルが、シャクルトンにはメダルに付ける留め金が授与された。また、シャクルトンはイギリスの船乗りにとって大きな名誉である、トリニティ・ハウスのYounger Brotherに任命された。
シャクルトンの偉業は、公的な表彰のほか、熱狂をもって歓迎された。王立地理学会では昼食会でシャクルトンを讃えて乾杯が行われ、前大法官のホールズベリー卿は、「彼が成し遂げたことを思い出すとき、イギリス民族が退廃していると思われているとは信じない。我々が勇気と忍耐を称賛する心を失ったとは信じない。」と述べた。アイルランドでもヒーローとなった。ダブリンの『Evening Telegraph』は「アイルランド人が南極点をほとんど征服」という見出しをつけ、『Dublin Express』は「アイルランド人としてのシャクルトンの資質」について論じた。探検家仲間もシャクルトンを称賛した。ロアール・アムンセンは王立地理学会の事務局長ジョン・スコット・ケルティーへの手紙の中で「イギリスは、シャクルトンのこの偉業により、決して超えることのできない勝利を得た。」と記した。フリチョフ・ナンセンはエミリー・シャクルトンへ感情あふれた私的な手紙を送り、「すべての点で完璧な成功を収めた並ぶもののない遠征」を褒めたたえた。しかし現実では、シャクルトンは遠征費用で大きな負債を抱え、支援者へ報酬を支払うことができない状態にあった。彼の努力にかかわらず、最も催促された債務を返済するために補助金で2万ポンド（2008年の価値で150万ポンド）の政府の支援が必要だった。おそらく多くの債務は催促されず、帳消しにもならなかったとみられる。

#### 雌伏の時代
シャクルトンは、帰国直後、公式行事への出席や講演、社会参加といった忙しいスケジュールをこなした。そして名声を活かして事業で一財産築こうとした。彼が立ち上げようとした事業には、タバコ会社や、「エドワード7世半島」と重ね刷りされた切手のコレクターへの販売計画（シャクルトンがニュージーランド政府から南極の郵便局長に任命されていたことに基づく）、現在はルーマニアの一部である、ハンガリーのナジバーニャ近くで利権を獲得した鉱山の開発などがある。しかしこれらの投資はいずれも失敗し、主な収入源は講演旅行の報酬であった。彼は1910年9月に家族とともにノーフォークのシェリンガムへ引越し、エミリーへ「私はもう決して南へは行きません。心からそう考えており今や自分の居場所は我が家です。」と書いていたにもかかわらず、再び南へ向かうことを心に抱いていた。シャクルトンは、ダスラス・モーソンとアダレ岬とガウスベルク山の間の南極海岸の科学探検について議論し、これを1910年2月に王立地理学会へ書き送っていた。
シャクルトンが南極点への遠征を再開するか否かは、1910年7月にカーディフを出発したスコット率いるテラノバ遠征の結果次第だった。1912年春までには南極点がノルウェー人のロアール・アムンセンに征服されたことが判明したが、スコットの遠征隊は消息不明であった。シャクルトンは、スコットランド人の探検家ウィリアム・スペアズ・ブルースが発表した後に中止した、ウェッデル海から上陸し南極点を経てマクマード湾へ南極を横断する計画に関心を向けた。資金調達に失敗していたブルースは、シャクルトンが彼の計画を採用することを喜んだ。ドイツ人探検家ヴィルヘルム・フィルヒナーも同様の計画を立て、1911年5月にブレーマーハーフェンを出発したが、1912年12月に彼の遠征が失敗したニュースがサウスジョージア島から届いた。そして、シャクルトンが未だ残されている「最も偉大な極地の旅」と評した南極大陸横断を実行に移した。

### 1914-17年、「帝国南極横断探検隊」

アーネスト・シャクルトン率いる1914-15年南極横断探検における、「エンデュアランス号」、「ジェイムズ・ケアード号」、「オーロラ号」の航路とロス海支隊の陸上補給路、ウェッデル海本隊の大陸横断計画ルートの地図:
エンデュアランス号の航路
氷に囲まれたエンデュアランス号の漂流
エンデュアランス号沈没後の氷上漂流
ジェイムズ・ケアード号の航路
南極大陸横断の計画ルート
オーロラ号の南極への航路
オーロラ号の退路
補給基地へのルート

#### 準備
シャクルトンは1914年始め、壮大に「帝国南極大陸横断遠征」と名付けた新たな遠征の詳細を公表した。船2隻を使用し、「エンデュアランス号」がウェッデル海のヴァーゼル湾へ本隊を運び、そこからシャクルトン率いる6名のチームが大陸横断を開始する。一方、第2船の「オーロラ号」はイニーアス・マッキントッシュ率いる支援隊を大陸の反対側のマクマード湾へ運ぶ。この支隊はベアードモア氷河までロス棚氷を越えた地点に、シャクルトンの隊が1,800マイル (2,900 km)の大陸横断の旅が完了できるよう食糧と燃料を備蓄した補給基地を設置する予定であった。
シャクルトンは資金集めに相当なスキルを使った。イギリス政府が10,000ポンド（2008年の価値で68万ポンド）出したにもかかわらず、広く一般からの寄付を集めた。スコットランドのジュート繊維業界の大物サー・ジェームズ・ケアードが24,000ポンド、ミッドランドの実業家フランク・ダドリー・ドッカーが10,000ポンド、タバコ王の娘ジャネット・スタンコム＝ウィルスが額は明かされていないが「気前よく（generous）」金を出した。遠征に対する大衆の関心は相当なものであり、5,000人以上が参加を志願した。シャクルトンの面接と選抜基準は少々風変りに見えるものであった。キャラクターと気性は専門技術と同じく重要であると信じており、変わった質問を行った。自然科学者のレジナルド・ジェームズ（Reginald James）は歌ができるか尋ねられた。他の応募者ではシャクルトンが外見を気にいったとか、短い質問だけで合格した者もいた。また古臭い階級制度を取り払い、科学者を含む全員が船の雑用を分け合うことを期待した。最終的に56人の隊員を選び、各船に28人ずつ割り振った。
1914年8月3日に第一次世界大戦が勃発したにもかかわらず、エンデュアランス号の遠征は、ウィンストン・チャーチル海軍大臣から「続行」するよう命じられ、8月8日にイギリスを出発した。シャクルトンは9月27日まで出発が遅れたが、ブエノスアイレスで船に合流した。

#### エンデュアランス号の喪失
エンデュアランス号は12月5日にウェッデル海へ向けてサウスジョージアを出発し、ヴァーゼル湾へ進路を向けた。船が南へ進むと流氷に遭遇し進みが遅れた。ウェッデル湾の奥に入ると状況は徐々に悪化し、1915年1月19日にエンデュアランス号は流氷に囲まれた。翌春になるまで閉じ込められたままとなることを認め、2月24日には船の日常業務を中止して越冬基地となった。船は続く数ヶ月、氷とともにゆっくりと北へ流された。9月に春が到来すると、割れた氷が動き船体に強い圧力をかけた。

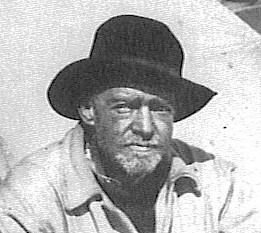
エンデュアランス号喪失後のシャクルトン

このときまで、シャクルトンは船が氷から解放され、ヴァーゼル海へ戻ることが可能になることを期待していた。しかし10月24日、海水が浸み込み始めた。数日後、南緯69°5'、西経51°30'の地点で船を放棄する命令を下した。そして隊員と食糧、装備を氷の上のキャンプへ移した。1915年11月21日、船の残骸が完全に氷の下へ沈んだ。
ほぼ2か月間、シャクルトンと隊員は大きな浮氷の上でキャンプし、貯蔵品があることが判っている約250マイル (402 km)離れたポーレット島へ流されることを願っていた。氷を越えてこの島へ向かう試みに失敗した後、シャクルトンは別の浮氷の上により恒久的なキャンプ（ペイシャンス・キャンプ（Patience Camp））を設置し、氷が彼らを安全な陸地へ運ぶことに期待することにした。4月9日、浮氷が二つに割れたことから、シャクルトンは隊員に救命艇へ移り、一番近い陸地へ向かうことを命じた。海上で5日間苦闘した後、疲弊した彼らはエンデュアランス号が沈没した地点から346マイル (557 km)離れたエレファント島に上陸した。シャクルトンは隊員のことを気にかけており、救命艇の航海中に手袋を無くした写真家のフランク・ハーレーに自分の手袋を与えた。その結果、シャクルトンの指が凍傷になった。

#### 救命ボートの航海

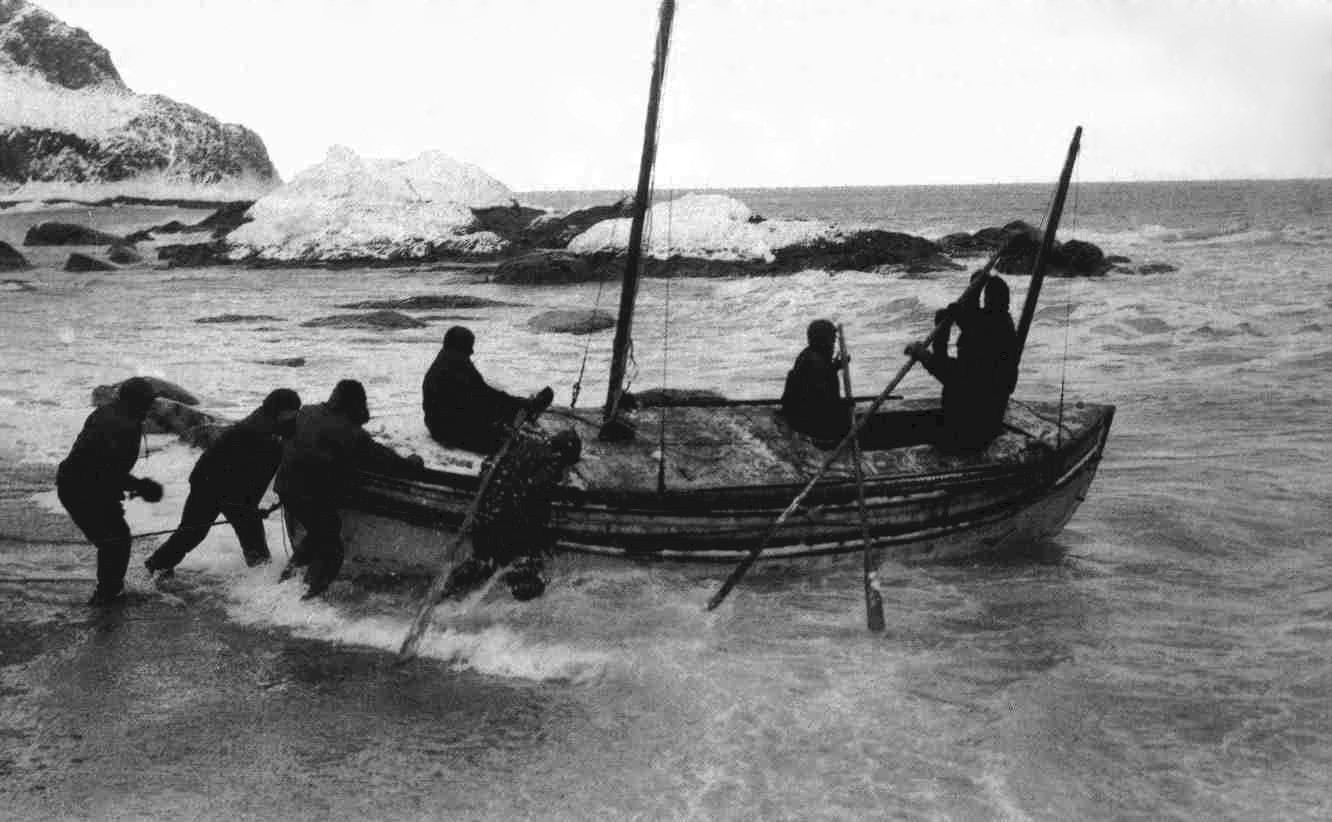
1916年4月24日、ジェイムズ・ケアード号のエレファント島からの出発。

エレファント島は人が住めない土地であり、一般の航路からも遠く離れていた。そのためシャクルトンは、救援が期待できる720海里先のサウスジョージア島の捕鯨基地まで、救命ボートで航海するリスクを負うことに決めた。航海には、20-フート (6.1 m)と小さいが最も頑丈な救命ボート、遠征隊のメインスポンサーにちなみ名付けられたジェイムズ・ケアード号を選んだ。船大工のハリー・マクニッシュが、へりを引き上げ、竜骨を強化、木と帆布で間に合わせの甲板を作り、塗料とアザラシの血で穴をふさいだ。シャクルトンは航海に5人の隊員を選んだ。エンデュアランス号の船長で航海術が信頼できるフランク・ワースリー、「同行を懇願した」トム・クリーン、強靭な2人の船員ジョン・ビンセントとティモシー・マッカーシー、そして船大工のマクニッシュである。シャクルトンは隊が氷の上で立ち往生している時にマクニッシュと対立していた。しかし先の彼の反抗を忘れていなかったものの、専門的な仕事における彼の能力は評価していた。
シャクルトンは食糧は4週間分で十分と判断していた。というのも、それまでにサウスジョージア島に着かなければ、ボートも人間も海の藻屑になるだろうと判っていたからだった。ジェームズ・ケアード号は1916年4月24日に出発した。続く15日間、嵐の海のなすがままに転覆の危険に襲われながら、南の海を航海した。5月8日、ワースリーの航海術のおかげでサウスジョージア島の断崖が視界に入ったが、暴風が上陸を妨げた。岩に激突する危険を避けるため、船は沖合で嵐を乗り切ることを余儀なくされた。なおこの嵐ではサウスジョージア島からブエノスアイレスへ向かっていた500トンの蒸気船が沈没していた。翌日、ついに無人の南岸に上陸することができた。少しの休息の後、シャクルトンは再び海に出て北岸の捕鯨基地を目指す危険を冒すのではなく、島の陸地横断を試みることを決断した。ノルウェーの捕鯨者が他の地点をスキーで横断したことはあったようだが、このルートを試した者は過去にはいなかった。上陸地点にマクニッシュ、ヴィンセント、マッカーシーを残して、シャクルトン、ワースリー、クリーンは32マイル (51 km)を36時間かけて歩き山岳地帯を越え、5月20日にストロムネスの捕鯨基地にたどり着いた。
彼らの次にサウスジョージア島の横断に成功したのは、1955年10月のイギリスの探検家ダンカン・カースであり、シャクルトンらと同じルートをたどった。彼らの偉業を称賛して、カースは「私には彼らがどのようにしてこれを成し遂げたのかわからない、やらねばならなかったとしても－50フィートのロープと大工の手斧を持った南極探検の英雄時代の3人の男たちが。」と述べている

#### 救出

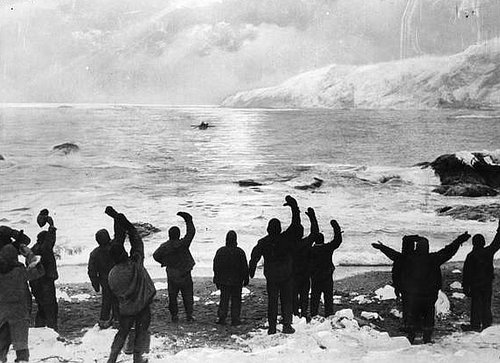
「All Safe, All Well」。1916年8月にシャクルトンがエレファント島に戻って来た時の写真とされるが、写真家のフランク・ハーレーが4月のジェームズ・ケアード号出発時の写真を加工したものである。

シャクルトンはすぐに船を送りサウスジョージア島の反対側にいる3人を救出した。その一方でエレファント島の隊員の救出隊を組織し始めた。救出の最初の3回の試みは島への接近を遮る海氷のため失敗した。彼はチリ政府と交渉し遠洋航海可能な小型タグボート「イエルコ号」を海軍から借りてエレファント島へ向かい、1916年8月30日に、4か月半孤立していた22人の隊員全員を救出した。イエルコ号はまずチリのプンタ・アレーナスへ、数日後バルパライソへ向かい、文明社会へ帰還した隊員たちは同地の群衆により温かく歓迎された。
まだ、オーロラ号が投錨地から風に流され戻ることができなくなった後、マクマード湾のエバンス岬に取り残されていたロス海支隊の隊員がいた。オーロラ号は数か月の漂流の後、ニュージーランドに帰還した。シャクルトンはオーロラ号に合流し、ロス海支隊の救出に向かった。この支隊は多くの困難にかかわらず補給基地を作る任務を完遂していたが、隊長のイニーアス・マッキントッシュを含む3人が命を落とした。

### 第一次世界大戦
シャクルトンがイギリスへ帰った1917年5月、ヨーロッパは第一次世界大戦の真っ只中であった。困難な旅による疲労で悪化した心臓の状態に悩み、かつ招集されるには年をとり過ぎていたが、シャクルトンは陸軍に志願した。何度もフランスの前線への配属を求めつつ、酒浸りになっていた。自宅にほとんど戻らず、しばしばロンドンにいたアメリカ人の愛人ロザリンド・チェストウィンドと過ごしていた。1917年10月、元海軍大臣のサー・エドワード・カーソンのとりなしで、南米でイギリスの宣伝活動を行うという名目でブエノスアイレスへ派遣された。しかし外交官には不向きで、アルゼンチンとチリを説得し連合国に参戦させることに失敗した。1918年4月に帰国。同年7月22日、臨時陸軍将校の少佐に任命された。
それからシャクルトンは、採掘作業を建前としてスピッツベルゲンにイギリスの影響力を確立する任務に少しの間かかわった。現地へ向かう途中、トロムソで病気、おそらくは心臓発作になった。ムルマンスクへの遠征部隊への辞令により、ロシア北部へ出発する前に帰国を余儀なくされた。

### ロシア内戦での連合軍遠征部隊への従軍
1918年11月11日の休戦協定締結から4か月後、シャクルトンは、ロシア北部の経済発展に関する計画を持ってイギリスへ戻った。1919年4月25日に臨時名誉少佐に任じられ、 エドムンド・アイアンサイド少将（後の元帥）が指揮する、ロシア内戦における北ロシア遠征軍に従軍した。「ロシア北部における軍事作戦に関連して行った様々な任務」に対し、1919年の国王誕生記念叙勲で大英帝国勲章オフィサーを授与され、アイアンサイド将軍により殊勲者公式名簿にも名前が記載された。しかし資金を集めている最中に、ロシア北部がボリシェヴィキの支配下となり、シャクルトンの計画はとん挫した。シャクルトンは1919年10月に少佐の階級を保持したまま陸軍を除隊した。

### 最後の遠征と死

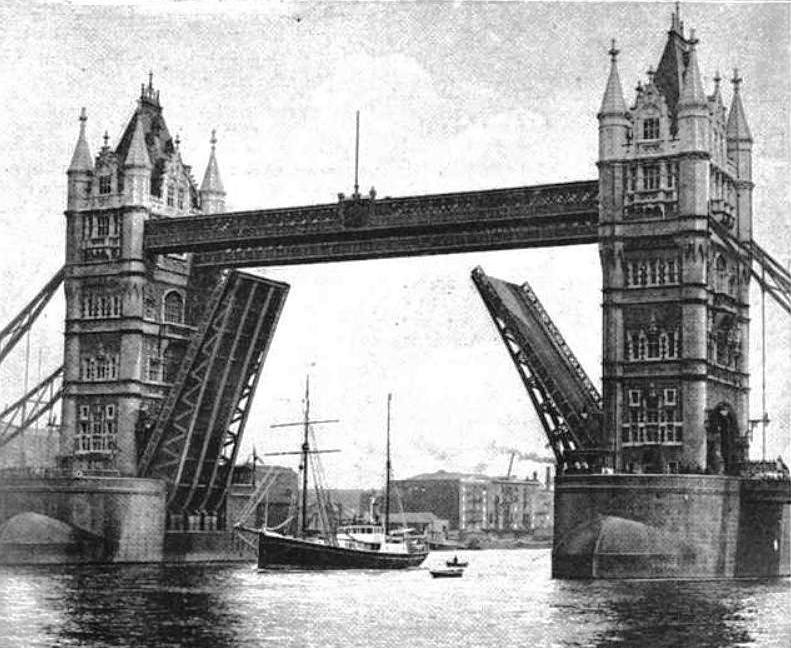
ロンドンのタワーブリッジを通過する「クエスト号」

シャクルトンは講演旅行に戻り、1919年12月にエンデュアランス遠征についての自書『South（邦題：エンデュアランス号奇跡の生還）』を出版した。本の売れ行きは良かったが、遠征の資金提供者の一人サー・ロバート・ルーカス＝トゥースの遺言執行人が返済を求めてきたため、映画化権を含む同書の権利を全て譲渡することとなり、シャクルトンは印税を一切受け取れなかった。1920年には講演旅行を辞め、最後の遠征の可能性を考えるようになった。彼は広大な未探検地域である北極のボーフォート海へ行くことを真剣に考え、カナダ政府からの計画に関心を高めた。ダリッジ・カレッジ時代の学友のジョン・クイラー・ローウェットが出した資金で、125トンのノルウェー建造の捕鯨船「フォカI号（Foca I）」を購入し、「クエスト号」と改名した。計画は変更され、行先は南極となり、シャクルトンは「海洋学と亜南極の探検旅行」と定めた。探検のゴールは明確ではなかったが、南極大陸の周航とツアナキ島のように「失われた」亜南極の島々の調査も目的として言及していた。
ローウェットは、シャクルトン＝ローウェット遠征と呼ばれるようになる遠征全体の資金を出すことに同意し、遠征隊は1921年9月24日にイギリスを出発した。9月16日にシャクルトンは、ハリー・グリンデル・マシューズが開発したサウンド・オン・フィルムで別れの挨拶を記録。マシューズはこれが最初の「トーキー」であると主張していた。
かつての隊員の何人かはエンデュアランス遠征の給料を全て受け取っていなかったが、彼らの多くが元「ボス」と契約した。遠征隊がリオデジャネイロに着くと、シャクルトンは心臓発作らしきものに襲われた。彼はちゃんとした医師の診察を受けるのを拒み、クエスト号は南へ旅を続け、1922年1月4日にサウスジョージア島に到着した。

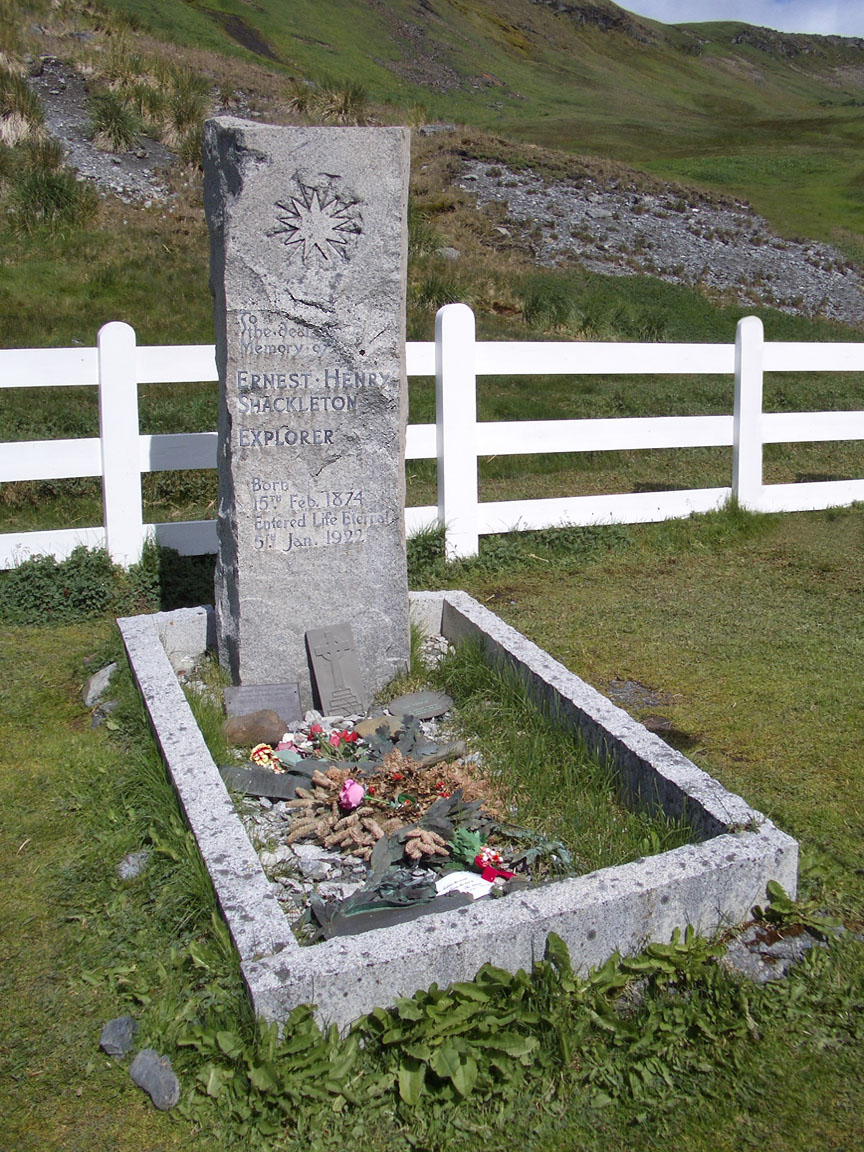
サウスジョージア・サウスサンドウィッチ諸島グリトビケンにあるシャクルトンの墓

翌未明、シャクルトンは遠征隊の医師アレクサンダー・マクリンを船室へ呼び、背中の痛みと不快感を訴えた。マクリンの報告によれば、彼はシャクルトンへ物事をやり過ぎるので「もっと普通の生活を過ごすよう」努力すべきだと伝えたところ、シャクルトンは「君は私にいつも何かを止めるように言うが、何を止めるべきだと言うのか？」と尋ねた。マクリンは「真っ先に酒ですよ、ボス」と返した。その数分後、1922年1月5日午前2時50分に、シャクルトンは致命的な心臓発作に襲われた。
検死を行ったマクリンは、死因は「衰弱している時に過度のストレスを受けて」悪化した冠状動脈のアテロームであると診断した。遺体は、元・帝国南極横断探検隊員のレオナルド・ハッセーがイギリスへ持ち帰ることを申し出た。しかし彼が帰路モンテビデオに寄港中、妻のエミリーから夫の遺体をサウスジョージア島に埋葬してほしいとのメッセージを受け取った。ハッセーは蒸気船ウッドビルで遺体とともにサウスジョージア島へ戻り、1922年3月5日、同島のグリトビケン墓地に、エドワード・ビニーが司祭したルーテル教会での短い葬儀の後、埋葬された。マクリンは日記にこう記した「文明社会から遠く離れ嵐の海に囲まれた島で一人孤独に、最も偉大な冒険の地で眠ることが『ボス』が望んでいたことだろうと、私は思う」。
2011年11月27日、フランク・ワイルドの遺灰がシャクルトンの墓の右側に埋葬された。その粗削りの花崗岩の碑には「フランク・ワイルド 1873-1939、シャクルトンの右腕」と刻まれた。
1907-09年の遠征の医師であったエリック・マーシャルの日記の研究によれば、シャクルトンは先天性心疾患の心房中隔欠損（「心臓内に穴がある」）であり、それが彼の健康問題の原因であったかもしれないとほのめかしている。

## 死後の評価

### 初期
シャクルトンの遺体がサウスジョージアに戻る前、モンテビデオの聖トリニティ教会で完全な軍隊式の葬儀が行われ、そして3月2日にはロンドンのセント・ポール大聖堂で国王や他の王族が臨席した葬儀が行われた。その後1年経たずして最初の伝記、ハグ・ロバート・ミル著『The Life of Sir Ernest Shackleton』が出版された。この本は、探検家への賛辞であるとともに、彼の家族への実質的な支援であった。というのもシャクルトンは死んだとき4万ポンド（2011年の価値で160万ポンド）の負債を抱えていた。さらに、彼の子供の教育と母親の生活支援のためシャクルトン記念基金（Shackleton Memorial Fund）が設立された。

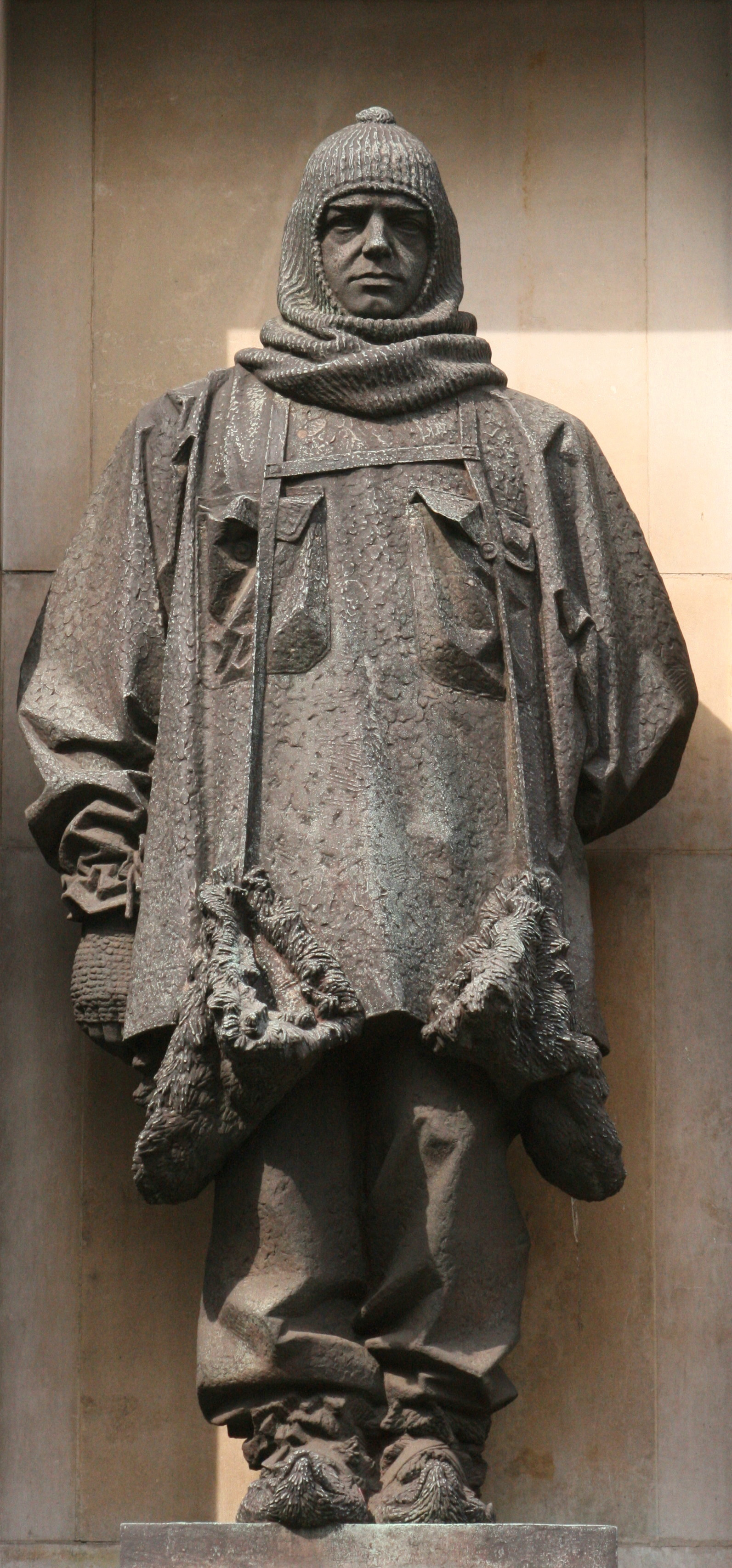
王立地理学会ロンドン本部の外にある、1932年製のサー・アーネスト・シャクルトンの立像。

続く数十年間、極地の英雄としてのシャクルトンの地位は一般的にスコットより下であった。彼の探検隊は、1925年までにイギリス国内だけで、ステンドグラスや立像、胸像、記念碑など、30以上のモニュメントが造られた。エドウィン・ラッチェンス作のシャクルトンの立像が1932年に王立地理学会のケンジントン本部で披露されたが、シャクルトンの公の記念物は比較的少なかった。同様に出版物でもスコットのほうが注目されており、1943年にオックスフォード大学出版局から「偉大な探検家」シリーズの1つとしてシャクルトンに関する40ページの冊子が出版されたが、文化史家のステファニー・バルチェフスキーは「大衆文学でスコットばかり扱われる中でシャクルトンが扱われたただ一つの例」と記している。この不釣り合いは1950年代に入っても続いた。

### 20世紀後半以降
1959年にアルフレッド・ランシング著『Endurance: Shackleton's Incredible Voyage（邦題：エンデュアランス号漂流）』が出版された。これは肯定的な視点でシャクルトンを描いた最初の本である。同じくしてスコットへの態度は徐々に変わり、文学作品の中で批判的記述が増え、バルチェフスキーが「痛烈な一撃」と評した、1979年出版のローランド・ハントフォードによる伝記『Scott and Amundsen』におけるスコットの扱いで頂点に達した。このスコットの負の一面は世間に真実として受け入れられるようになり、彼を象徴していたヒロイズムは20世紀後半の意識変化の犠牲になった。数年のうちにスコットは、かつてのライバルが沈む一方で人気が急上昇したシャクルトンに、世間の尊敬面で完全に逆転された。2002年、BBCは「100人の偉大なイギリス人」を決めるアンケートを行ったが、シャクルトンの11位に対しスコットは54位であった。
2001年、マーガレット・モレル（Margaret Morrell）とステファニー・キャパレル（Stephanie Capparell）が『Shackleton's Way: Leadership Lessons from the Great Antarctic Explorer（邦題：史上最強のリーダー シャクルトン）』の中でシャクルトンを企業のリーダーのモデルとして取り上げた。同書は「シャクルトンは今日のビジネス社会の幹部と重なるところがある。彼の人間中心のリーダーシップへのアプローチは管理職にとってのガイドとなる。」と述べた。すぐに他のビジネス書の作家もこれに続き、シャクルトンを混沌から秩序をもたらす手本として紹介した。2017年には、ナンシー・コーエン（Nancy Koehn）が、シャクルトンは資金問題とナルシストという欠点にかかわらず成功する能力を伸ばした、と記している。
イギリス・エクセター大学のリーダーシップ研究所はシャクルトンに関する講座を設けた。アメリカのボストンでは、「旅が全て（The Journey is Everything）」というモットーを持つ、アウトワード・バウンド主義の「シャクルトン学校」が設立された。また、シャクルトンはアメリカ海軍で模範的リーダーとして名を挙げられ、Congressional leadershipに関する教科書の中で、ピーター・L・ステインク（Peter L Steinke）はシャクルトンを「穏やかで思慮深い態度が反射的行動の危険性を無害化させる」「不安にさせないリーダー」の典型例であると呼んでいる。2001年には、アイルランドのキルデア郡アサイにアサイ歴史遺産センター博物館が建設され、シャクルトンを称賛し極点探検の英雄時代を記念して、毎年アーネスト・シャクルトン秋季学校が開催されている。

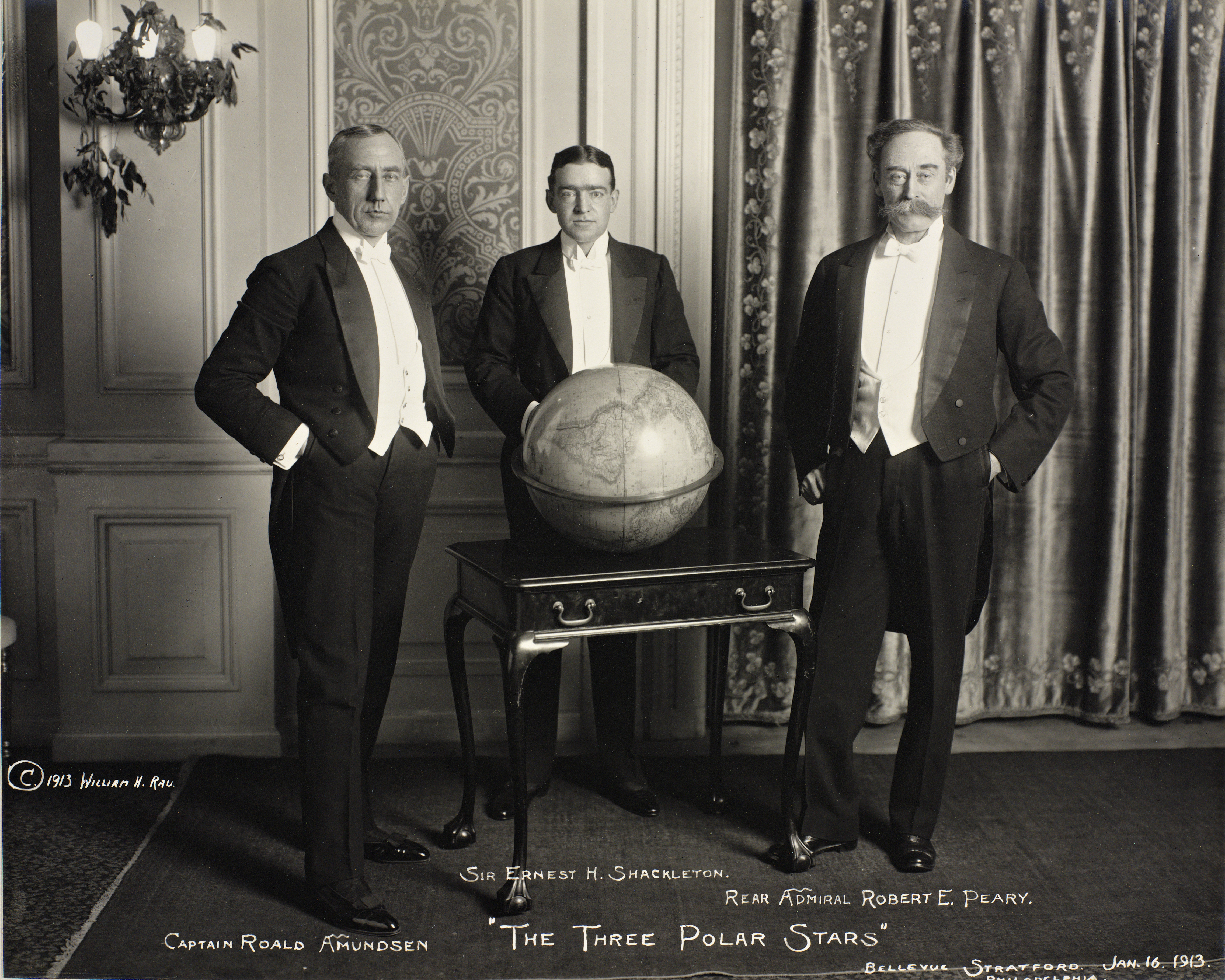
左から、ロアール・アムンセン、シャクルトン、ロバート・ピアリー。1913年。

シャクルトンの死を境に、現代の旅行手段や無線技術なしに未知の大陸を地理的・科学的に探検し発見するという南極探検の英雄時代は終わりを告げた。テラノバ遠征でスコット隊の一員だったアプスレイ・チェリー＝ガラードは、1922年に出した『世界最悪の旅』で、「科学調査と地理調査を組織化するならスコット、冬の冒険ならウィルソン、極点に急いで行って来るだけならアムンセン、地獄から抜け出したいと思うなら断然シャクルトンだ。」と述べている。
1993年、トレヴァー・ポッツ（Trevor Potts）がシャクルトンを顕彰して、ジェームズ・ケアード号を復元し、完全な無補給でエレファント島からサウスジョージア島までボートの航海を再現した。
2002年にはチャンネル4が、ケネス・ブラナーを主役に1914年の遠征を描いた連続番組『Shackleton』を制作した。アメリカではA&E Networkで放送され、2つのエミー賞を受賞した。
2011年には、ロンドンで行われたクリスティーズのオークションで、1907-09年のニムロド遠征でシャクルトンが「飢えた同行者」へ与えたビスケットが1250ポンドで落札された。同年、シャクルトンの生誕137周年を記念してGoogleはGoogle Doodleでシャクルトンを採り上げた。スイスのアマチュア天文家ミシェル・オリーは、2005年に発見した小惑星を289586 シャクルトンと名付け、2011年12月10日に小惑星センターにより公式に認められた (M.P.C. 77510)。
2013年1月、イギリスとオーストラリアの合同チームがシャクルトンの1916年の南極海航海の再現を試みた。その航海が祖父の顕彰になると思っていたアーネストの孫アレクサンドラ・シャクルトンの願いに対して集まったチームは、探検家かつ環境科学者のティム・ジャービスが隊長となった。この探検隊は、100年前にシャクルトンが行なった、エレファント島からサウスジョージア島への航海とキングハーコン湾からストロムネスへサウスジョージア山脈を横断する「２つの横断（double crossing）」の最初の再現者となった。
2015年10月には、シャクルトンの勲章とメダルがオークションにかけられ、585,000ポンドまで値が吊り上がった。
2016年、キルデア県議会の支援でアサイに、マーク・リチャーズ（Mark Richards）作のシャクルトン像が建てられた。2017年には、オフ・ブロードウェイのトニー・カイザー劇場でミュージカル『Ernest Shackleton Loves Me』が公演された。

## 表彰および勲章

### イギリス
- 極地メダル（1904年。ニムロド遠征により1909年に留め金を授与）
- 下級勲爵士（英語版）（1909年）
- ロイヤル・ヴィクトリア勲章コマンダー（CVO、1909年。1907年にメンバー章（MVO）を受勲）
- 大英帝国勲章オフィサー、軍事部門 (OBE, 1918)
- 英国従軍記章（英語版）（1918年）
- 第一次大戦勝利メダル（英語版）（1918年。MID）

### 他国
- デンマーク - ダンネブロ勲章ナイト（1909年）[165]
- スウェーデン - 北極星勲章（英語版）ナイト (1909年)
- ノルウェー - 聖オーラヴ勲章 (1909年)
- フランス - レジオンドヌール勲章オフィシエ（1909年）
- イタリア - 王冠勲章（英語版）ナイト (1910年)
- ロシア - 3等聖アンナ勲章（英語版）（1910年）
- プロイセン - 3等王冠勲章（英語版） (1911年)
- チリ - オーダー勲章（英語版）オフィサー (1916年)[161]
- アントワープ王立地理協会ゴールドメダル（1909年）

## 「シャクルトンの広告」
シャクルトンが南極探検の隊員募集のために出した新聞広告と言われている文章がある。
一番古くは1949年出版の『The 100 Greatest Advertisements』にシャクルトンの広告として採り上げられているものの、シャクルトンの時代の新聞等を調査しても、この広告が本物であるという証拠は一度として見つかっていない。スミソニアン博物館は、この「広告」がシャクルトンによるものというのは、おそらく「神話（myth）」であろうとみている。